# ТЕЦ ITPOK
ТЕЦ ITPOK — теплоелектроцентраль у центральній частині Польщі в місті Познань.
У 2016-му в Познані став до ладу сміттєспалювальний завод ITPOK (Instalacji Termicznego Przekształcania Odpadów Komunalnych). Він розрахований на переробку 210 тисяч тонн побутових відходів на рік, при цьому їх придатна до спалювання частина використовується задля отримання теплової та електричної енергії.
Завод обладнаний двома котлами, котрі живлять одну парову турбіну потужністю 18 МВт із проєктним річним виробітком 128 млн кВт·год.
Проєкт реалізувала французька енергетична корпорація Gdf Suez, котра після 25 років експлуатації повинна передати ТЕЦ у власність міській громаді.